# Almási Gyula Béla
Almási Gyula Béla (Makó, 1908. október 13. – Hódmezővásárhely, 1976. augusztus 2.) festőművész, grafikus.

## Életpályája
Szülei Almási Gyula Károly és Holler Mária Anna voltak. Tanulmányait szülővárosában, a állami főgimnáziumban kezdte; tanára volt Juhász Gyula, és szoros barátságot kötött a fiatal József Attilával. A Rudnay Gyula által vezetett makói művésztelep hatására iratkozott be a budapesti Képzőművészeti Főiskolára, ahol Rudnay maga lett a mestere. Egy év után itt félbeszakadtak tanulmányai, de Rómában és Párizsban tanulmányúton járt, tovább képezte magát. Tisztviselői állást vállalt, de munkája mellett tovább alkotott. 1930-ban pár hónapot a fővárosban töltött, de hamarosan visszatért Makóra, ahol megismerkedett Espersit Jánossal, a szűkebb régió legnagyobb művészetpártoló mecénásával. 1942-ben áttelepült Hódmezővásárhelyre, ahová Tornyai János hatása alatt nosztalgikusan vonzódott; odaköltözése után azonban rövidesen csalódnia kellett a város festői világáról alkotott elképzeléseiben. 1945 után Kurucz D. Istvánnal és Kohán Györggyel együtt komoly szerepet játszott a vásárhelyi művészeti élet újraindításában. A művésztelep alapítója, 1953-tól haláláig vezetője, a mártélyi telep gondnoka, a Vásárhelyi Őszi Tárlatok egyik kezdeményezője volt. Halála után özvegye tárlatot rendezett Almási szülővárosában, majd annak teljes kollekcióját a makói múzeumnak ajándékozta.

## Munkássága
Makói korszakában főként olajfestményeket és fametszeteket készített. Utóbbiakat Alföldi magyarok címmel önálló kötetben adta ki. Szőcs Pál Verseskötetét illusztrálta, Erdei Lajos és Hoffmann Ádám köteteit fametszetekkel látta el. Akvarelljeiben felfedezhető a természet hétköznapiságának, apró rezdüléseinek felemelő, festői megközelítése.
A vásárhelyi festők második generációjához tartozott, az alföldi népi realizmus képviselője. Szűk színskálájú (többnyire csak alapszíneket használt) pasztelljeit síkban oldotta meg, nagy távlatú tájakat, hódmezővásárhelyi utcákat örökített meg. Ábrázolta az ártéri füzeseket, a fényben úszó tisztásokat is. A tájban rejlő monumentalitás és szűkszavúság, a népéletképekben a részletesség valósághű visszaadására törekedett. Az ember csak távoli, apró alakként, vagy a messzeségbe néző hallgatag személyként jelenik meg. Erősen grafikus alkat volt, olaj- és olajpasztell festményein is könnyen kivehető az éles, határozott körvonal.

## Ismertebb festményei
- A második honfoglalás
- Nagyanyámék
- Tiszaparti fák
- Virágcsendélet

## Kiállításai

### Csoportos kiállítások (válogatás)
- 1947: Postások Országos Szabadszervezete, Budapest
- 1954-től: Vásárhelyi Őszi Tárlatok és Dél-Alföldi Kiállítások, Szeged
- 1969: Vidéki művészek kiállítása, Fészek Klub, Budapest
- 1970: Az Alföld mai művészete, Berlin, Zenta
- 1974: Magyar tájak, Hatvani Galéria, Hatvan

### Egyéni kiállításai
- 1931: Hódmezővásárhely
- 1947: Hódmezővásárhely
- 1952: Brüsszel
- 1954: Hódmezővásárhely
- 1964: Magyar Nemzeti Galéria, Budapest
- 1954: Tornyai János Múzeum, Hódmezővásárhely
- 1960: Tornyai János Múzeum, Hódmezővásárhely
- 1963: Tornyai János Múzeum, Hódmezővásárhely
- 1968: Tornyai János Múzeum, Hódmezővásárhely (Az én népem - az én világom)
- 1969: Városi Kiállítóterem, Makó
- 1973: Hatvani Galéria, Hatvan
- 1979: József Attila Múzeum, Makó
- 1991: Tornyai János Múzeum, Hódmezővásárhely
- 2008: Tornyai János Múzeum, Hódmezővásárhely (kamarakiállítás)[7]

## Művei közgyűjteményekben
- József Attila Múzeum, Makó
- Magyar Nemzeti Galéria, Budapest
- Tornyai János Múzeum, Hódmezővásárhely

## Díjai, elismerései
- Tornyai-plakett, 1957

## Emlékezete
- Mártélyon a festők dombján emléktáblát helyeztek el tiszteletére.